# 第四野战军特种兵司令部
第四野战军特种兵司令部是1948年12月9日由东北军区炮兵司令部和炮兵纵队合编形成，辖炮兵、装甲兵、工兵等部队。总计3.7万余人。

## 历史
1948年12月9日，在入关行军途中中央军委下达了东北野战军特种兵司令部的任职命令。12月7日特种兵司令部抵玉田县，休整并做平津战役政治动员。
- 司令员：萧华（1948.10-1949.3任第十三兵团政委）/万毅
- 政治委员：钟赤兵
- 第一副司令员苏进
- 副司令员：贾陶、匡裕民
- 副政治委员：邱创成
- 副司令员：匡裕民
- 参谋长：苏进兼/匡裕民
- 政治部主任：唐凯
- 副参谋长：张志毅
- 政治部副主任：刘登瀛、吴涛、谢唯进
- 宣传部长：李伟
- 后勤部长 常树人
- 后勤部副政委兼政治部主任 黄超
- 炮兵第一师：由冀察热辽军区炮兵旅旅部及其直属队改编为炮兵第1指挥所。辖3个骡马挽拽炮团，装备日制榴弹炮及野炮，相当于日军的师团直属野炮联队。大部分炮兵连由3门制扩编为4门制。主任彭景文，政委刘登瀛，副主任王珩，政治部主任林真
  - 炮1团 团长黄登保
  - 炮2团 团长文击 政委王岳石
  - 炮3团：由炮4团改称。改装缴获的36门大正四年式150毫米榴弹炮。团长朱光，政委张英
- 炮兵第二师：由辽北军区机关、冀察热辽军区炮兵旅第1团团直改编为炮兵第2指挥所。辖3个摩托化重炮团。相当于二战时的军直属炮兵团。师长沙克，政委王凤梧
  - 炮4团：由炮3团改称。装备日制九六式150毫米榴弹炮20门、日制九二式105毫米加农炮7门。团长宋承志，政委丁本淳，副团长马海亭
  - 炮5团：装备缴获的美制105毫米榴弹炮36门。团长周永光，政委范船，参谋长王兆麟，政治处主任刘全凯
  - 炮6团：新建。装备国军炮12团的美制155毫米榴弹炮。政委黄乃一
- 重迫击炮团：装备120毫米迫击炮。团长杨云斋
- 战车师：由松江军区前方指挥所组成战车指挥所。师长曾克林，政委杨永松/余孝礼、副师长赵杰、副师长兼教导团团长李国华，参谋长孙三、副参谋长吕正哲，政治部主任牟永春、政治部副主任谢金山。 
  - 战车团 团长丁铁石，政委毛鹏云
  - 装甲车团 团长胡鉴 政委张兴
  - 教导团 团长李国华兼，政委黄炳森
- 高炮指挥所（炮纵第四指挥所） 副主任刘奠西
  - 高一团：团长江洪 政委张佩 副团长王思谦 参谋长傅明贤 政治处主任李仁鑫，供给处主任韩。
  - 高二团：1946年10月，根据辽东军区命令，辽东军区高射炮大队与东北民主联军总部炮兵旅炮兵第1团部分人员合并，正式编为“辽东军区炮兵团”。1948年4月在通化分编出中口径高射炮团。经修理组装，扩大成4个营共13个连。[3]团长杨易风 政委叶树柏
  - 高三团：1948年11月在沈阳外围新建。团长阮邦和 政委曾昭敏
- 工兵指挥所：1948年11月以东北军区工兵学校一部编成。
  - 工一团
  - 工二团
- 辎重团
- 朱瑞炮兵学校：留归东北军区。

1950年5月，第四野战军特种兵司令部改称中南军区炮兵司令部。